# Jonny Lee Miller

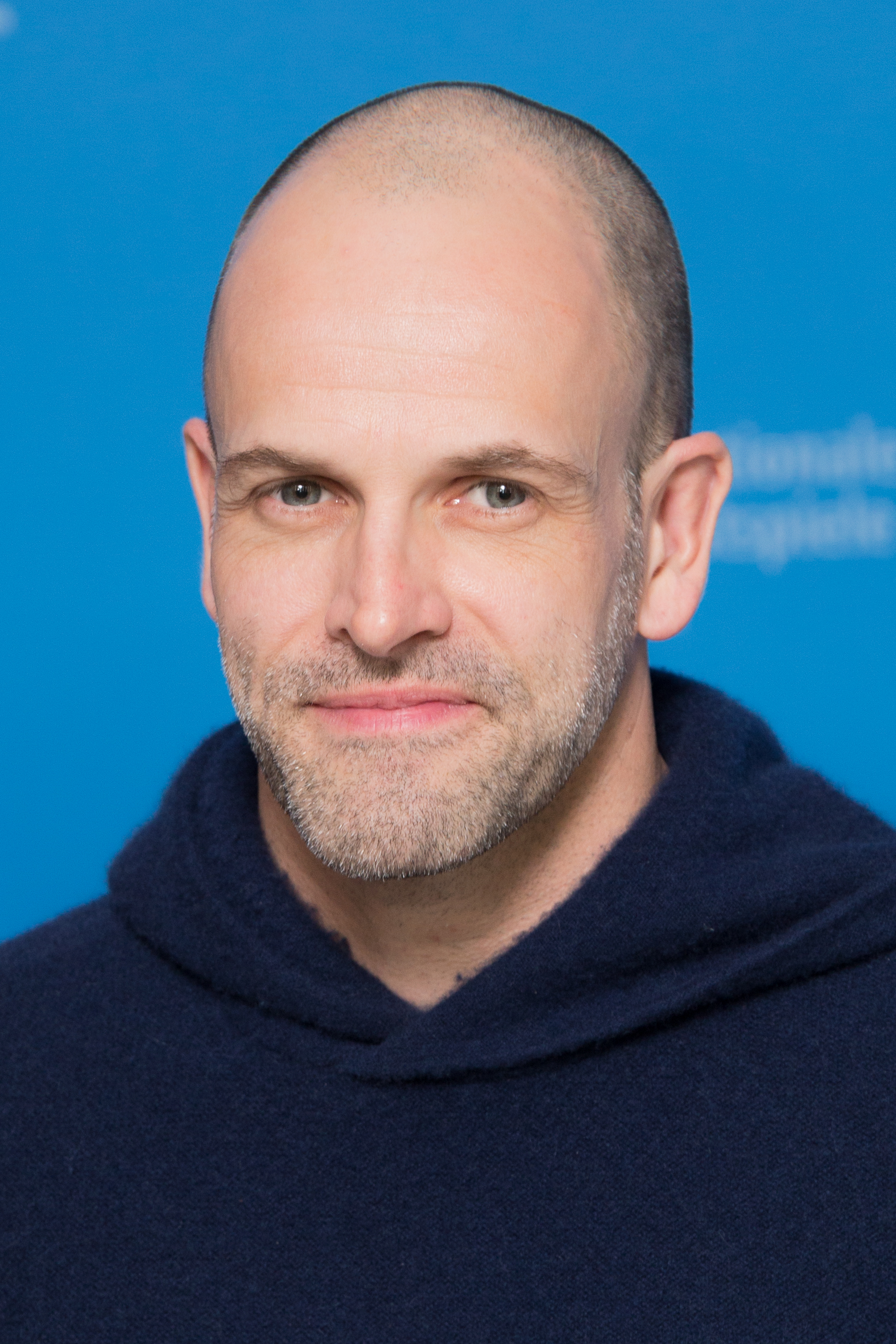
Jonny Lee Miller (2017)

Jonathan „Jonny“ Lee Miller (* 15. November 1972 in Kingston upon Thames, London) ist ein britischer Schauspieler.

## Biografie

### Privatleben
Miller ist der Enkel des Filmschauspielers Bernard Lee, der in den ersten elf James-Bond-Filmen die Rolle des „M“ spielte. Sein Vater Alan Miller war in den 1950er- und 1960er-Jahren Theaterschauspieler. Von 1996 bis 1999 war Miller mit Angelina Jolie verheiratet. Im Juli 2008 heiratete Miller die Schauspielerin Michele Hicks, und im Dezember 2008 wurde ihr gemeinsamer Sohn geboren. Die Ehe wurde 2018 geschieden.

### Karriere
Nachdem Miller in mehreren Theaterstücken in der Tiffin Boy’s Grammar School mitgespielt hatte, brach er die Schule mit 17 Jahren ab, um sich ganz der Schauspielerei widmen zu können. Mit den Filmen Hackers – Im Netz des FBI und Danny Boyles Trainspotting – Neue Helden erlangte er internationale Aufmerksamkeit. Zusätzlich war er in einigen BBC-Fernsehsendungen und verschiedenen Theaterstücken zu sehen.
Von 2008 bis 2009 spielte er in der US-amerikanischen Fernsehserie Eli Stone die Titelrolle eines Anwalts in San Francisco, der plötzlich Musik hört und Visionen hat, die sonst niemand wahrnimmt, die aber sein eigenes Leben in neue Bahnen lenken. Ende 2009 stand Miller neben Sienna Miller in Patrick Marbers Adaption After Miss Julie nach August Strindbergs Fräulein Julie in New York am Broadway auf der Bühne.
In Danny Boyles Inszenierung von Frankenstein am Royal National Theatre in London spielte er die Hauptfiguren Victor Frankenstein und Frankensteins Monster im abendlichen Wechsel mit Benedict Cumberbatch. Beide wurden von den Kritikern gefeiert und erhielten gemeinsam den Evening Standard Theatre Award für das Jahr 2011 und den Laurence Olivier Award.
2012 war Miller in Tim Burtons Vampir-Geschichte Dark Shadows an der Seite von Johnny Depp und Michelle Pfeiffer in den Kinos zu sehen. Zudem stand er neben Saoirse Ronan und Gemma Arterton in Neil Jordans Fantasy-Drama-Thriller Byzantium vor der Kamera, der im September 2012 beim Toronto International Film Festival vorgestellt wurde. In der Fernsehserie Elementary, einer CBS-Neuauflage von Arthur Conan Doyles Sherlock Holmes, die von September 2012 bis August 2019 in den USA ausgestrahlt wurde, spielte er neben Lucy Liu die Hauptrolle.
2014 wurde Miller von den Mitgliedern des Vereins Mensa in Deutschland zum Sieger des Deutschen IQ-Preises in der Kategorie Kunst/Medien aus Protest gewählt, weil Edward Snowden nicht zur Abstimmung zugelassen worden war. Der Preis wurde Miller jedoch nicht offiziell verliehen.
In der fünften Staffel von The Crown verkörpert Miller ab 2021 den ehemaligen britischen Premierminister John Major.

## Sonstiges
- 1998 war ihm in Auf immer und ewig die Rolle des Prinzen Henry angeboten worden.
- Miller war ein Mitglied des UK’s NYMT (the National Youth Music Theatre).
- Zusammen mit Jude Law und Ewan McGregor, mit denen er auch das Produktionsunternehmen Natural Nylon gründete, lebte er längere Zeit im Londoner Stadtteil Primrose Hill.

## Filmografie (Auswahl)
- 1993: Heißer Verdacht (Prime Suspect, Fernsehserie, Folge 3x01: Aktion Soko 1)
- 1995: Hackers – Im Netz des FBI (Hackers)
- 1996: Trainspotting – Neue Helden (Trainspotting)
- 1996: Dead Man’s Walk – Der tödliche Weg nach Westen (Dead Man’s Walk, Miniserie)
- 1997: Liebesflüstern (Afterglow)
- 1999: Mansfield Park
- 1999: Plunkett & Macleane
- 2000: Complicity
- 2000: Wes Craven präsentiert Dracula (Dracula 2000)
- 2002: Jagd nach Vergeltung – The Escapist (The Escapist)
- 2004: Mindhunters
- 2004: Melinda und Melinda (Melinda and Melinda)
- 2005: Æon Flux
- 2006: Flying Scotsman – Allein zum Ziel (Flying Scotsman)
- 2008–2009: Eli Stone (Fernsehserie)
- 2009: On Thin Ice (Fernsehserie)
- 2009: Emma (Miniserie)
- 2009: Endgame
- 2010: Dexter (Fernsehserie, 8 Folgen)
- 2012: Dark Shadows
- 2012: Byzantium
- 2012–2019: Elementary (Fernsehserie, 154 Folgen)
- 2017: T2 Trainspotting
- 2021: Life in Space (Settlers)
- 2022: Alice
- 2022: The Crown (Fernsehserie, 7 Folgen)
- 2023: Der Pakt (Guy Ritchie’s The Covenant)

## Theater
- 1993: Beautiful Thing
- 2004: Festen
- 2005: Someone Who’ll Watch Over Me
- 2011: Frankenstein